# Černá voda (přítok Rolavy)
Černá voda (rovněž Slatinný potok) je levostranným přítokem Rolavy v okrese Sokolov a okrese Karlovy Vary v Karlovarském kraji. Délka toku měří 9,6 km.
Plocha povodí činí 17,8 km².
Správu vodního toku vykonává státní podnik Povodí Ohře.

## Průběh toku
Potok pramení v Krušných horách v národní přírodní rezervaci Rolavská vrchoviště v Přírodním parku Přebuz. Jeho pramen se nachází pod jižním svahem Ploché hory (939 m). Od pramene teče potok krátce severním směrem, pak se jeho tok otáčí k jihovýchodu. Pokračuje podmáčeným zalesněným ve vzdálenosti necelých půl kilometru od státní hranice s Německem (Sasko) až k silnici, spojující zaniklé obce Rolavu a Jelení. Ještě předtím opouští území Přírodního parku Přebuz a vtéká na území Přírodního parku Jelení vrch. Kromě malého bezejmenného potůčku přibírá vodu z dědičné štoly Jiří, která odváděla část důlních vod z kdysi významných cínových dolů v zaniklé obci Rolava. Potok pokračuje otevřenou krajinou, nad jeho levým břehem se zvedá svah zalesněné Liščí hůrky (934 m). Širokým horským údolím přitéká potok klidně až do zaniklé hornické obce Jelení. Zde po dobu několika století poskytoval vodu horníkům při rýžování cínové rudy. Za zaniklou obcí přibírá zleva Bukový potok. Potok opouští horské louky, jeho koryto prudce klesá balvanitým údolím. Nad levým břehem se strmě zvedá hraniční vrch Korec (981 m), nad pravým pak vrch U Štoly (941 m) s pozůstatky starého důlního povrchového výrubu. Potok pokračuje podél silnice a po zhruba 1,5 km dospěje k soutoku s Rolavou, který se nachází u odbočky ze silnice na starou cestu do zaniklé obce Chaloupky.

### Větší přítoky
- Bukový potok – levostranný

### Galerie

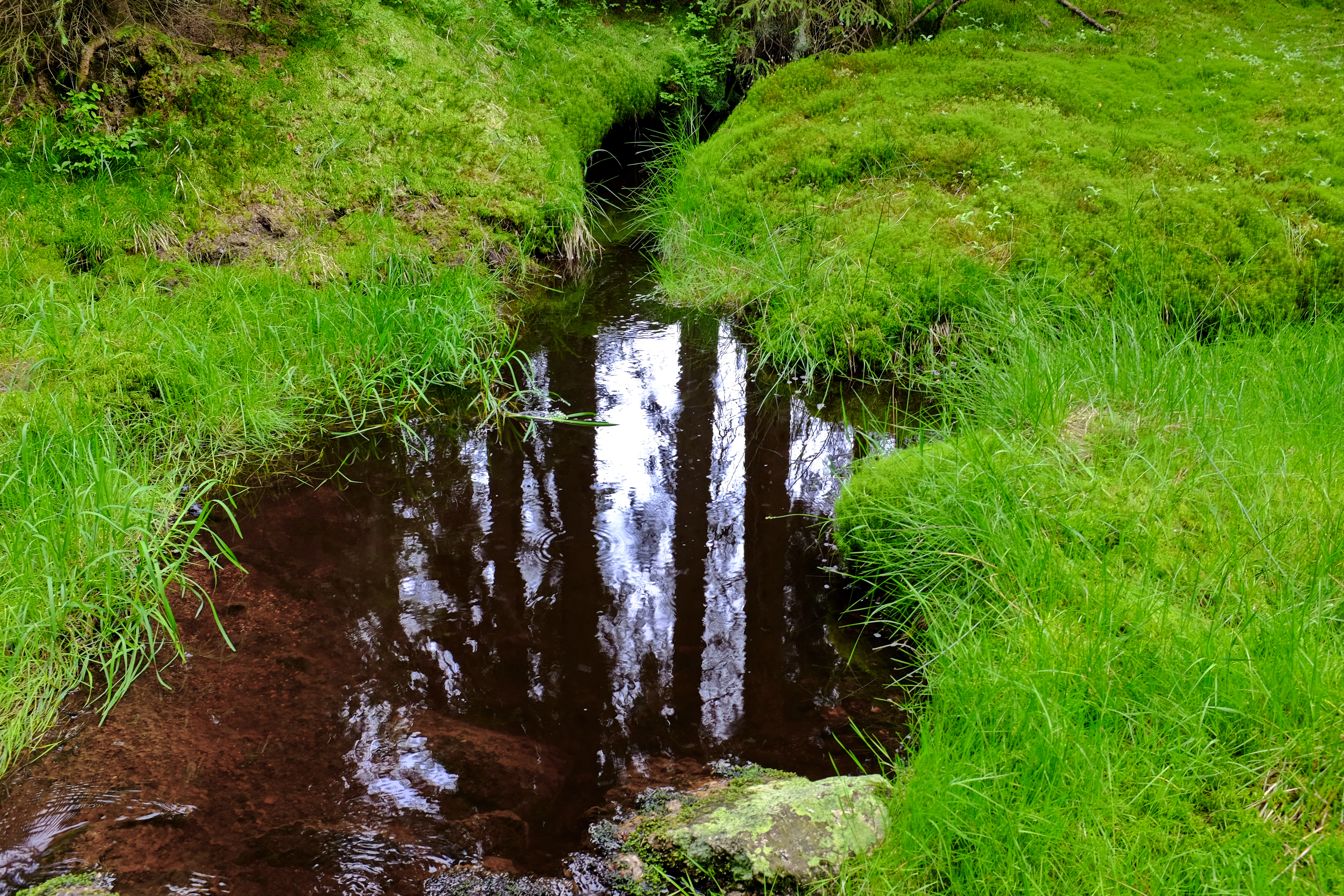
Pod Plochou horou
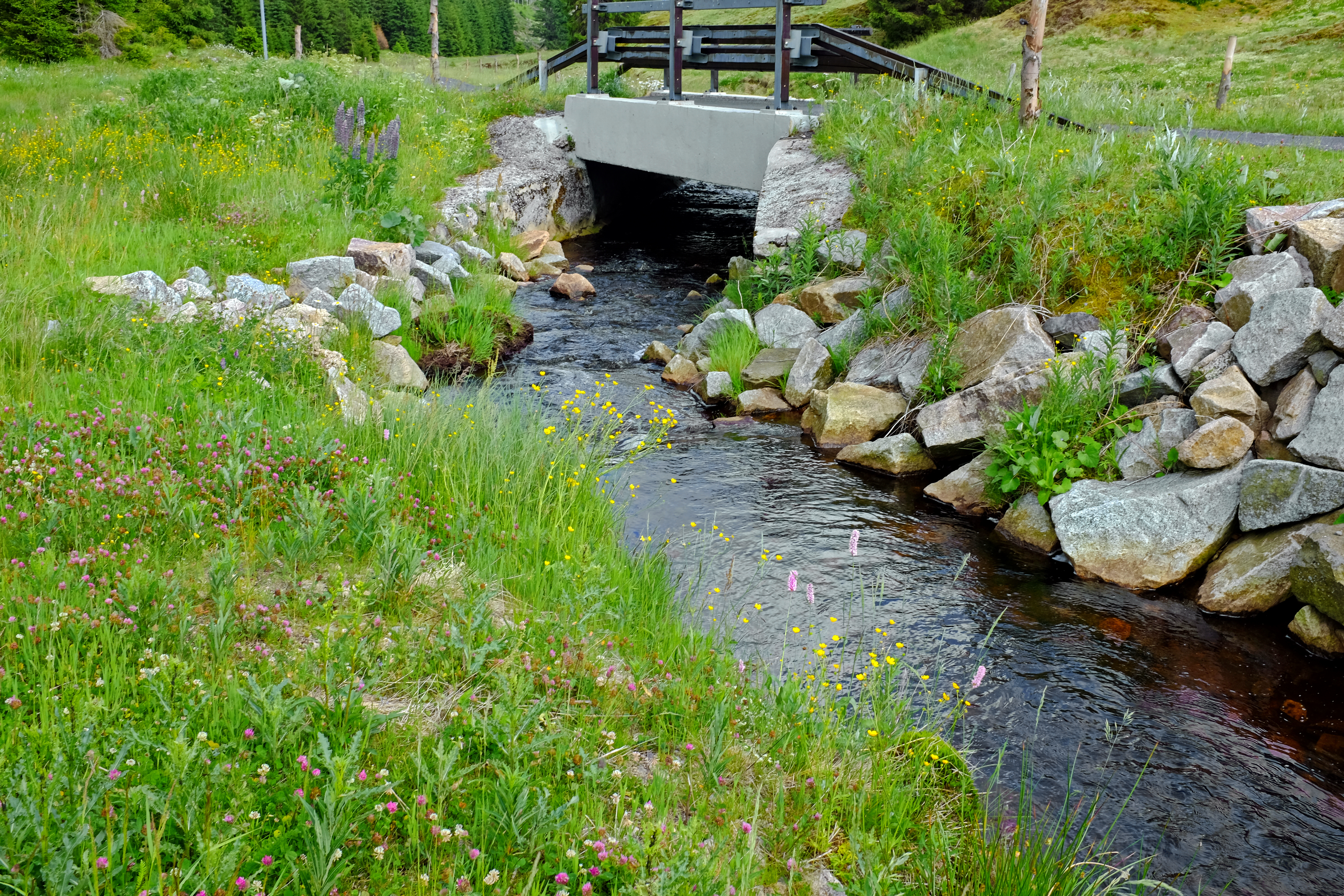
Potok nad Jelením
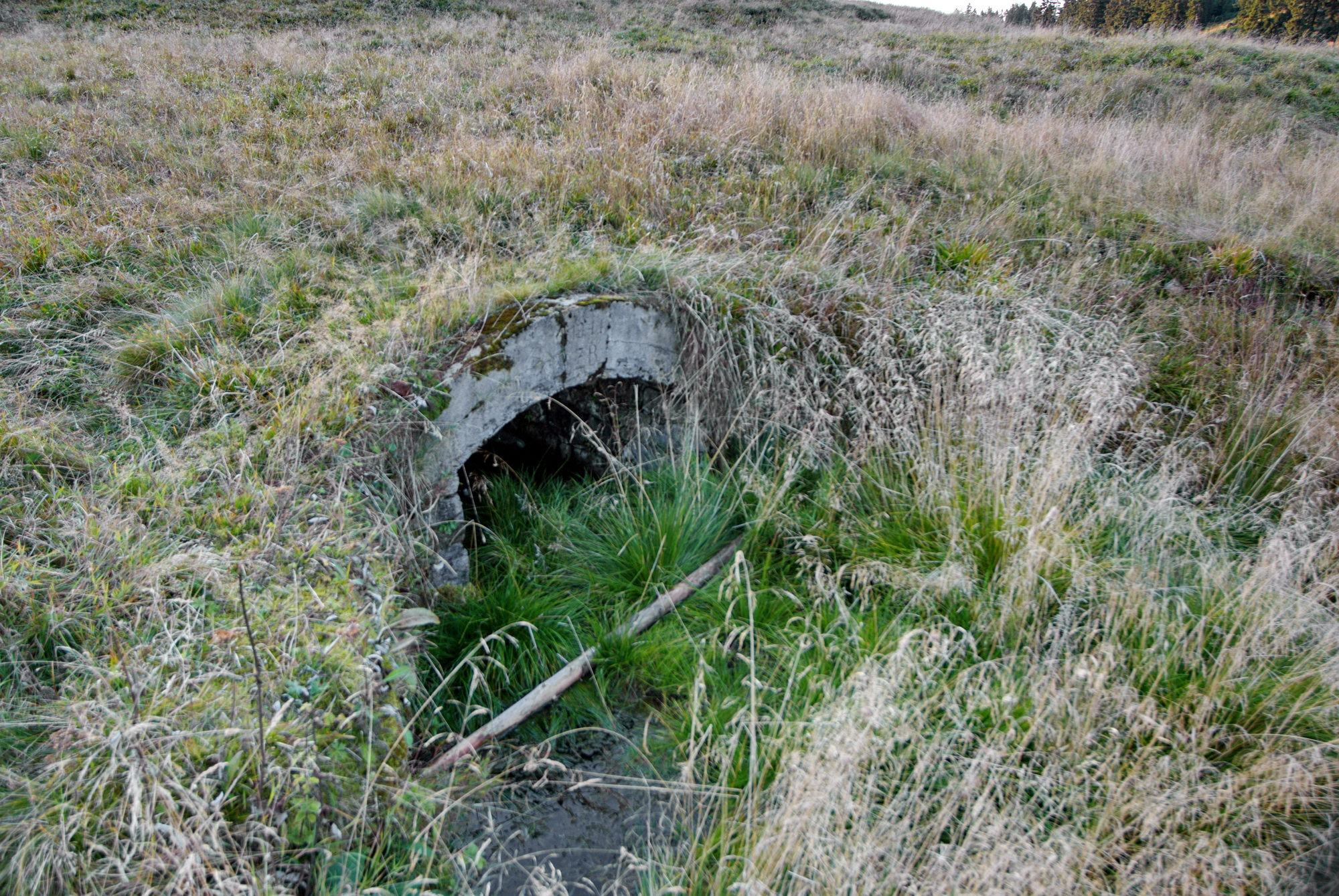
Dědičná štola Jiří
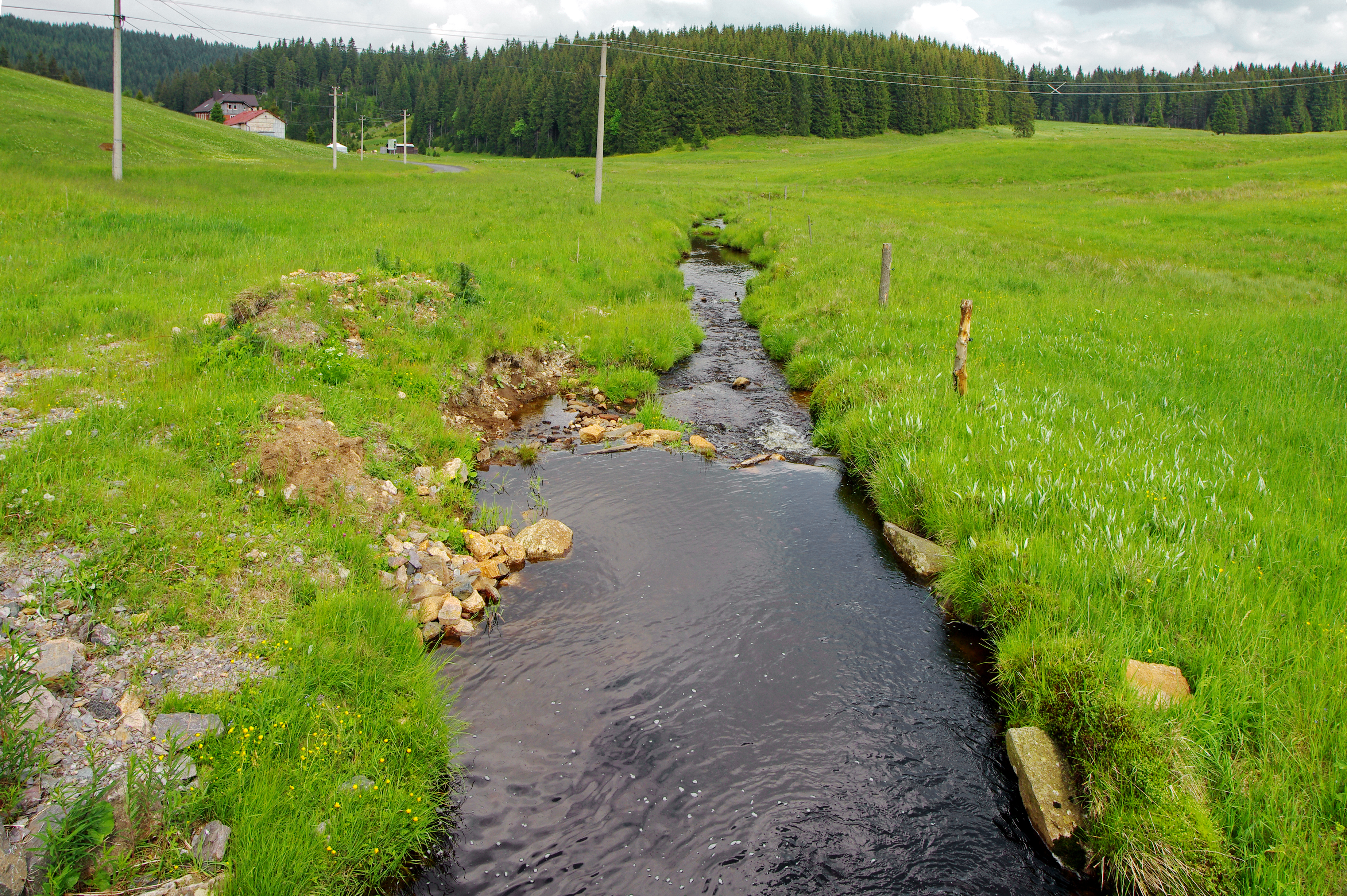
Potok v Jelení
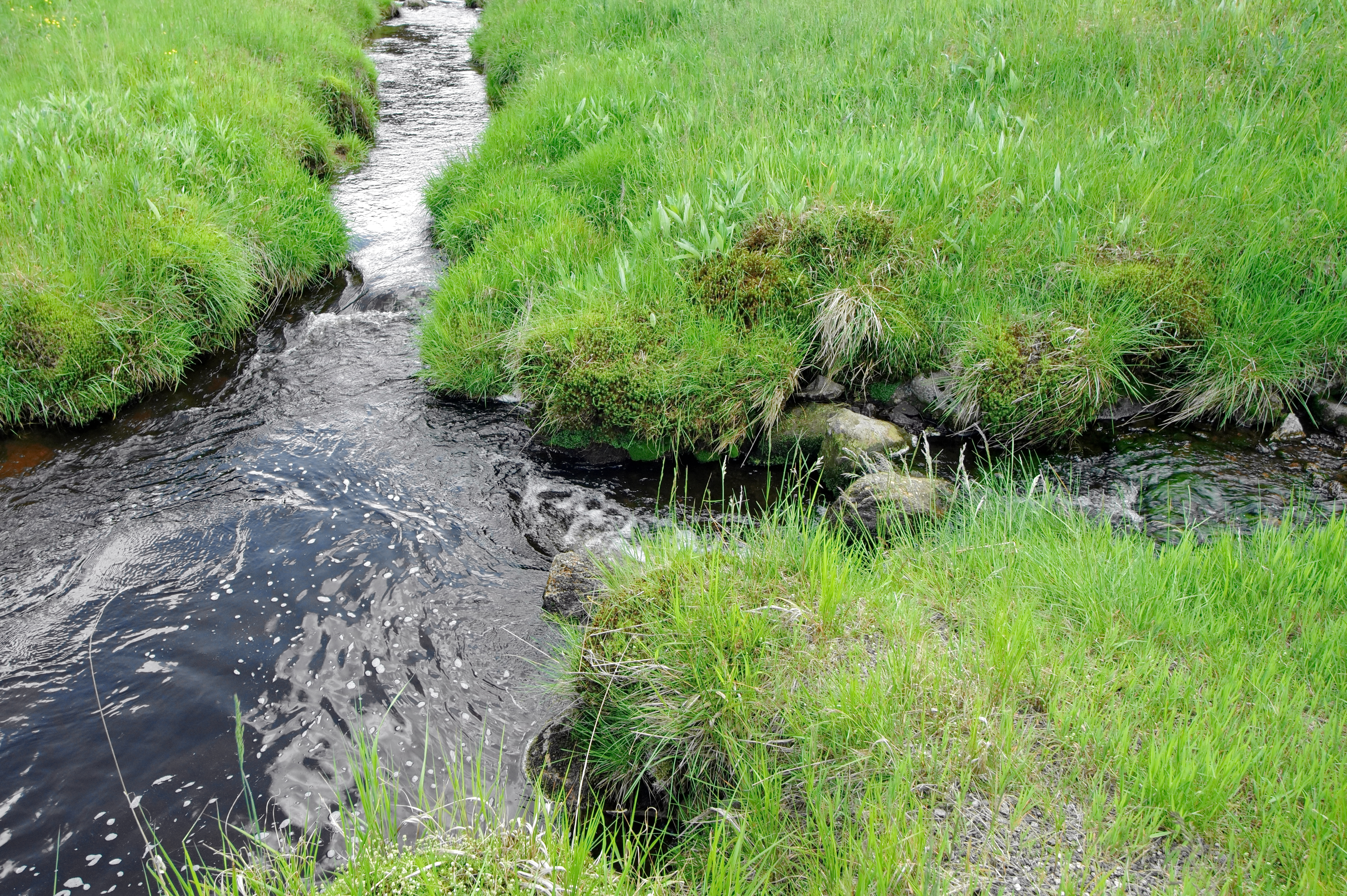
Soutok s Bukovým potokem
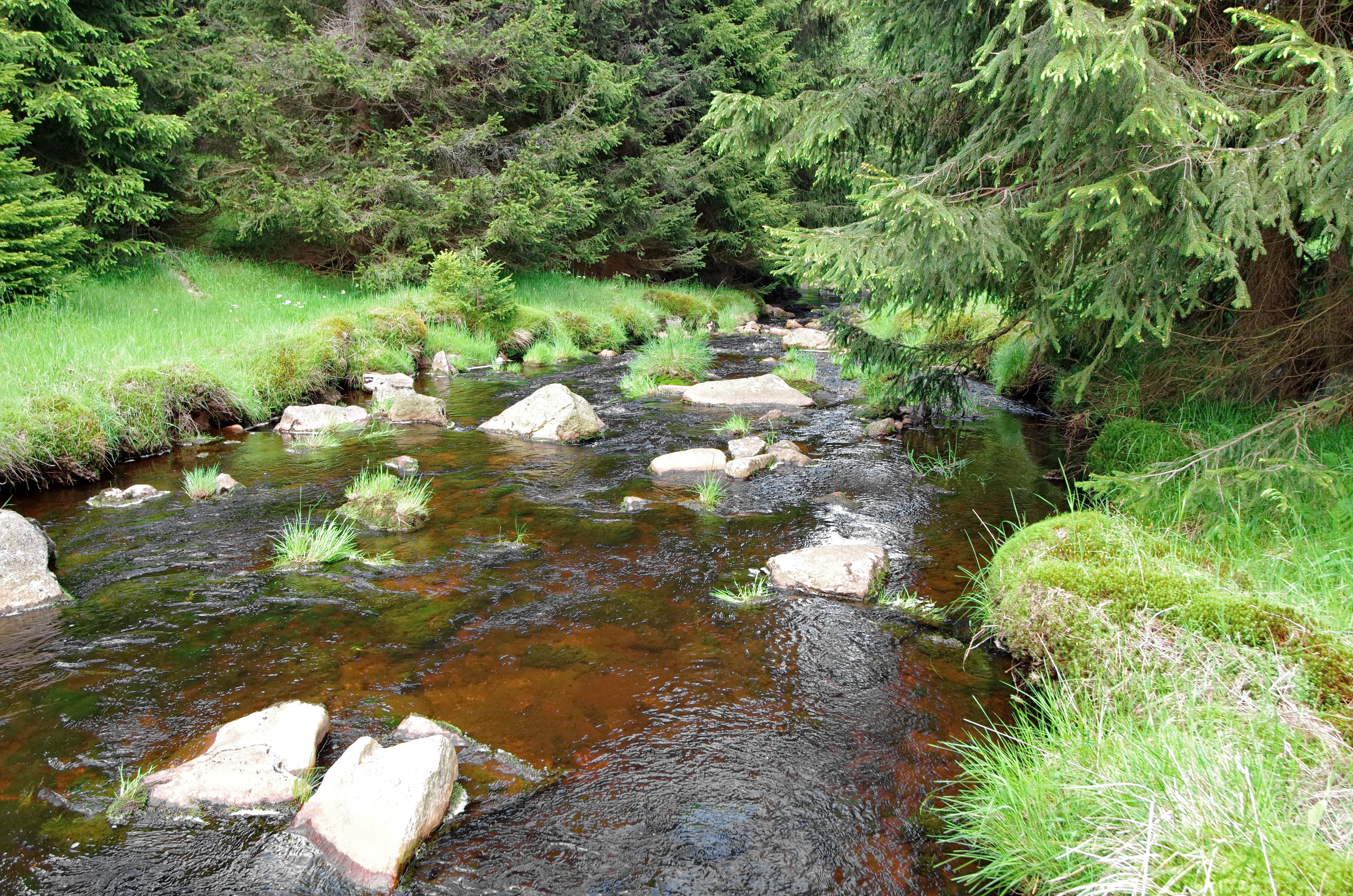
Potok pod Jelením
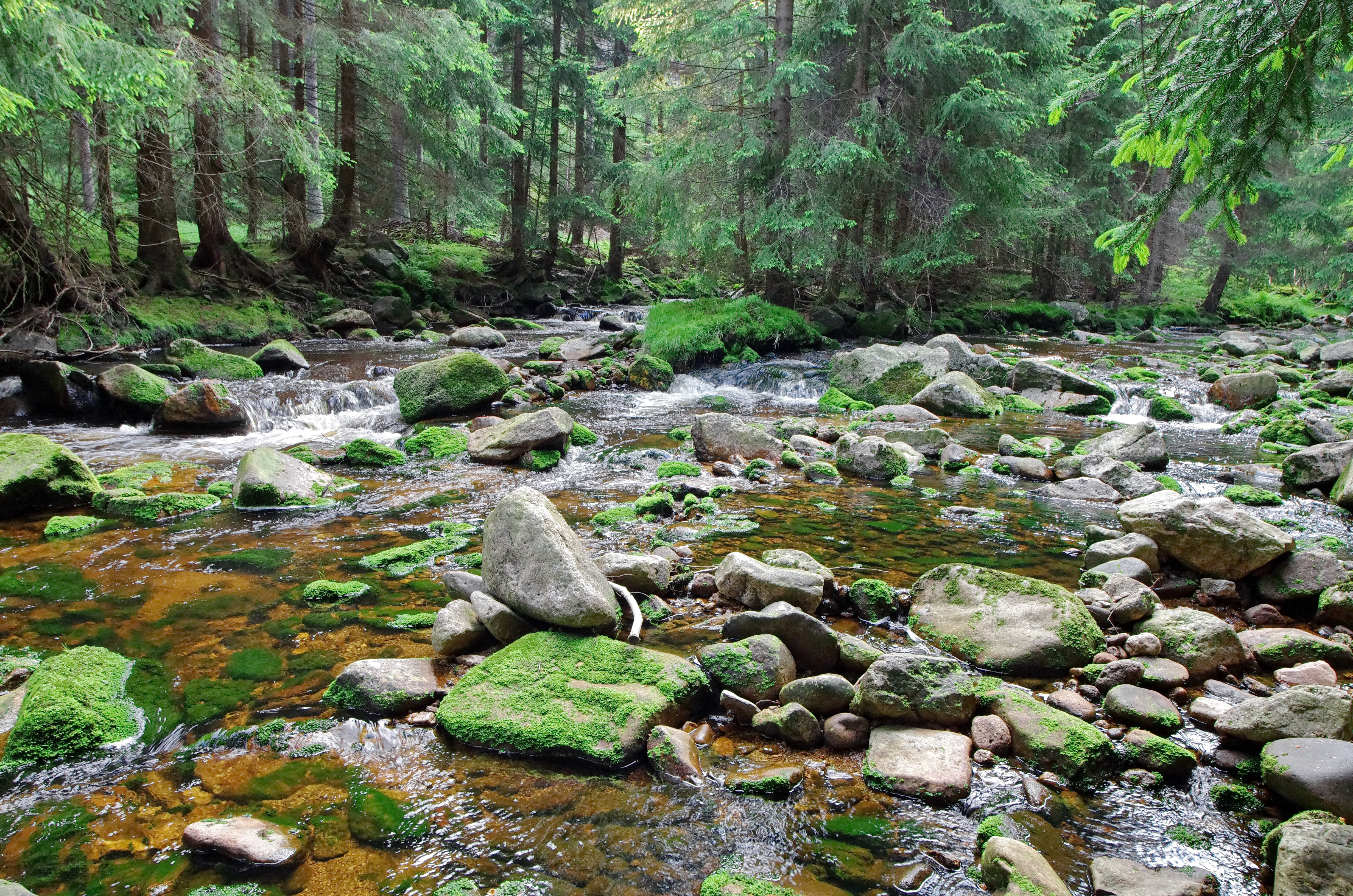
Soutok s Rolavou